# Đào Thị Mai Hường
Đào Thị Mai Hường (sinh năm 1969) là nữ thẩm phán cao cấp người Việt Nam. Bà hiện giữ chức vụ Chánh án Tòa án nhân dân tỉnh Thừa Thiên Huế.

## Tiểu sử
Đào Thị Mai Hường sinh năm 1969, quê quán tại xã Lan Giới, huyện Tân Yên, tỉnh Bắc Giang.
Đào Thị Mai Hường sinh ra tại huyện Yên Hưng, nay là thị xã Quảng Yên, tỉnh Quảng Ninh.
Năm 1990, 21 tuổi, Đào Thị Mai Hường tốt nghiệp Đại học Pháp lý Hà Nội.
Năm 1991, Đào Thị Mai Hường công tác tại Sở Tư pháp, tỉnh Quảng Ninh.
Năm 1993, Đào Thị Mai Hường công tác tại Tòa án nhân dân huyện Yên Hưng, tỉnh Quảng Ninh.
Năm 1995, bà chuyển công tác vào thành phố Huế, làm Thư ký Tòa án nhân dân thành phố Huế, tỉnh Thừa Thiên Huế.
Bà đã chăm chỉ làm việc và tích cực học tập.
Ba năm sau, năm 1998, khi tròn 29 tuổi, bà được bổ nhiệm làm Thẩm phán Tòa án nhân dân thành phố Huế.
Sau 6 năm làm thẩm phán, vào năm 2004, Đào Thị Mai Hường được bổ nhiệm làm Phó Chánh án Tòa án nhân dân thành phố Huế.
Tám năm sau đó, vào năm 2012, bà được bổ nhiệm làm Chánh án Tòa án nhân dân thành phố Huế.
Ngày 29 tháng 6 năm 2015, thẩm phán Đào Mai Hường được Tòa án nhân dân tối cao (Việt Nam) bổ nhiệm Phó Chánh án phụ trách Tòa án nhân dân dân tỉnh Thừa Thiên Huế.
Chỉ 4 tháng sau, vào tháng 10 năm 2015, bà được bổ nhiệm làm Chánh án Tòa án nhân dân tỉnh Thừa Thiên Huế.
Bà có bằng Thạc sĩ Luật.
Bà là đảng viên Đảng Cộng sản Việt Nam.
Hiện nay (2018), bà đang là Chánh án Tòa án nhân dân tỉnh Thừa Thiên Huế.

## Phong tặng
- Bằng khen của Thủ tướng Chính phủ[3]
- Danh hiệu “Chiến sỹ thi đua cơ sở” nhiều năm liền[3]
- Danh hiệu “Chiến sỹ thi đua Tòa án nhân dân” (năm 2012)[3]
- Danh hiệu “Nữ trí thức tiêu biểu”, “Giỏi việc nước, đảm việc nhà” (giai đoạn 2010 – 2015) (của Hội Liên hiệp Phụ nữ tỉnh Thừa Thiên-Huế)[3]